# Теймур Мамедов
Теймур Мамедов  (азерб. Teymur Məmmədov, 11 січня 1993) — азербайджанський боксер, призер Олімпійських ігор і чемпіонатів світу, чемпіон Європи.

## Спортивна кар'єра
На чемпіонаті Європи 2011 Теймур Мамедов виборов перше місце в важкій вазі, здолавши п'ять суперників: Йожефа Дармоса (Угорщина), Степана Вугделія (Хорватія), Абдулхаміда Нурмагомедова (Росія), Йоганна Вітта (Німеччина) та Тервела Пулєва (Болгарія).
На чемпіонаті світу 2011 Теймур Мамедов переміг Андерсона Еммануеля (Барбадос), Йожефа Дармоса (Угорщина), Хосе Лардуета (Куба), пройшов без бою Ван Сюаньсюань (Китай), а в фіналі програв Олександру Усику (Україна) — 15-25.
На Олімпіаді 2012 Мамедов отримав брозову медаль
- В першому раунді переміг Джай Опетая (Австралія) — 12-10
- В чвертьфіналі переміг Сяргєя Карнєєва (Білорусь) — 19(+)-19
- В півфіналі програв Клементе Руссо (Італія) — 13-15

На чемпіонаті Європи 2013 після двох перемог Мамедов у півфіналі переміг Дениса Пояцику (Україна) — 3-0, а в фіналі програв Олексію Єгорову (Росія) — TKO 2 і отримав срібну медаль.
На чемпіонаті світу 2013 після двох перемог Мамедов у чвертьфіналі переміг кубинця Ерісланді Савона — 2-1, а в півфіналі програв Клементе Руссо (Італія) — 0-3.
2015 року Мамедов перейшов до напівважкої категорії і на перших Європейських іграх, що проходили у Баку, став чемпіоном, здолавши Джошуа Буатсі (Англія), Джордана Кулінського (Польща), Петера Мюлленберга (Нідерланди), Павла Силягіна (Росія) і у фіналі Валентіно Манфредонія (Італія).
На чемпіонаті світу 2015 програв в другому бою Павлу Силягіну (Росія).
На Олімпіаді 2016 переміг Дениса Солоненко (Україна) і Петера Мюлленберга (Нідерланди), а в чвертьфіналі програв Адільбеку Ніязимбетову (Казахстан) — 0-3.

### Виступи на Олімпіадах
| Олімпіада   | Дисципліна           | Місце           |
| ----------- | -------------------- | --------------- |
| Лондон 2012 | важка категорія      |                 |
| Ріо 2016    | напівважка категорія | =5 (1/4 фіналу) |